# Carel Godin de Beaufort
 Jonkheer Carel Pieter Antoni Jan Hubertus Godin de Beaufort  va ser un pilot de curses automobilístiques neerlandès que va arribar a disputar curses de Fórmula 1.
Carel Godin de Beaufort va néixer el 10 d'abril del 1934 a Maarsbergen, als Països Baixos i va morir el 2 d'agost del 1964 a Colònia, Alemanya per culpa de les ferides rebudes en un accident disputant una cursa al Circuit de Nürburgring.

## A la F1

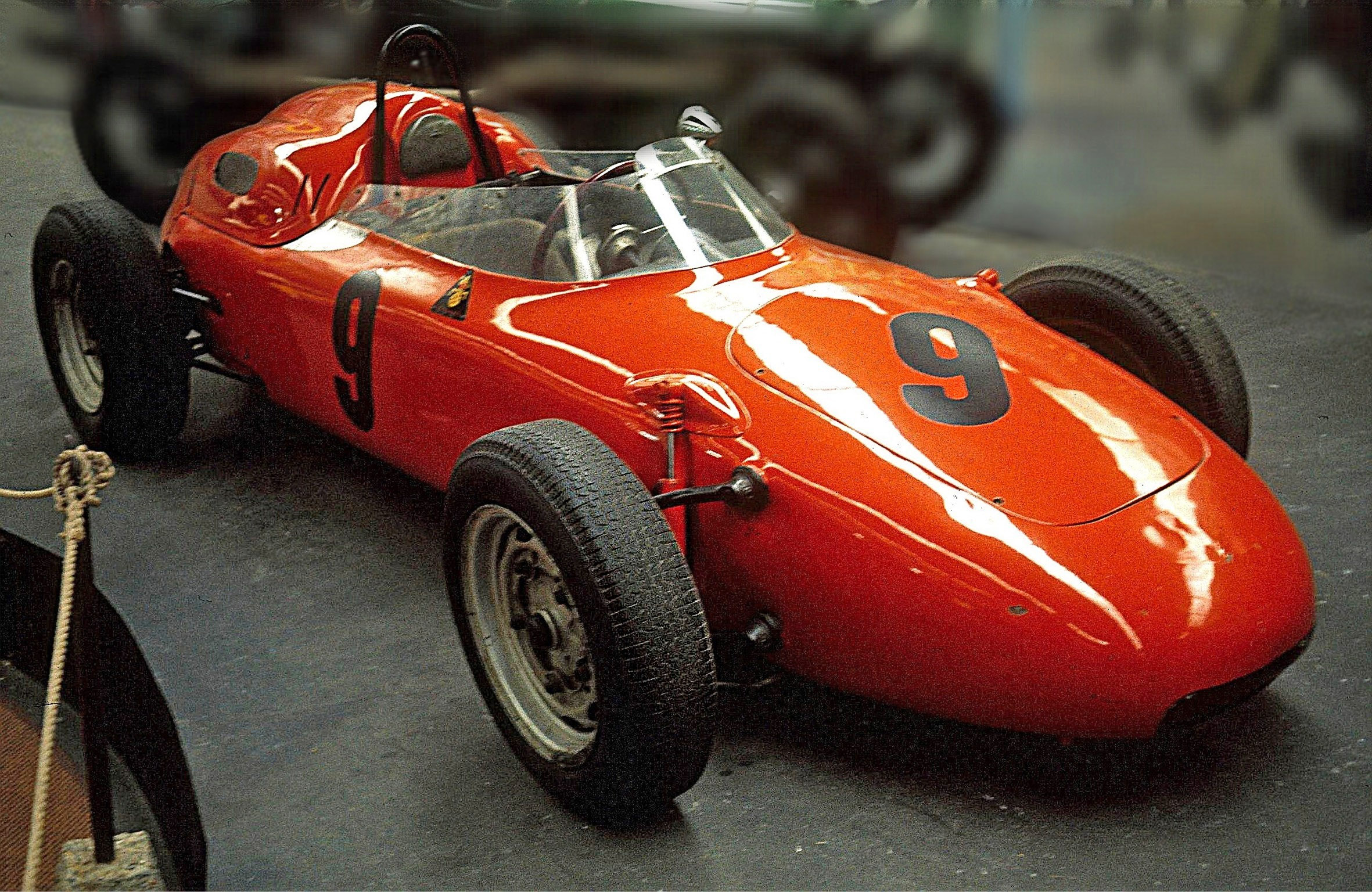
El Porsche de color taronja de Carel Godin de Beaufort.

Va debutar a la sisena cursa de la temporada 1957 (la vuitena temporada de la història) del campionat del món de la Fórmula 1, disputant el 4 d'agost del 1957 el GP d'Alemanya al Circuit de Nürburgring.
Carel Godin de Beaufort va participar en un total de trenta-una curses puntuables pel campionat de la F1, disputant-les en vuit temporades diferents (1957 - 1964), assolí en quatre ocasions un sisè lloc com a millor resultat.
Carel Godin de Beaufort va córrer gairebé sempre amb un Porsche pintat taronja en honor del seu país.

## Resultats a la Fórmula 1
| Any  | Equip              | Xassís   | Motor    | 1     | 2       | 3      | 4       | 5      | 6        | 7       | 8       | 9      | 10     | 11  | Posició | Punts |
| ---- | ------------------ | -------- | -------- | ----- | ------- | ------ | ------- | ------ | -------- | ------- | ------- | ------ | ------ | --- | ------- | ----- |
| 1957 | Ecurie Maarsbergen | Porsche  | Porsche  | ARG   | MON     | 500    | FRA     | GBR    | ALE 14   | PES     | ITA     |        |        |     | -       | 0     |
| 1958 | Ecurie Maarsbergen | Porsche  | Porsche  | ARG   | MON     | HOL 11 | 500     | BEL    | FRA      | GBR     | ALE Ret | POR    | ITA    | MAR | -       | 0     |
| 1959 | Ecurie Maarsbergen | Porsche  | Porsche  | MON   | 500     | HOL 10 |         | GBR    | ALE      | POR     | ITA     | USA    |        |     | -       | 0     |
| 1959 | Scuderia Ugolini   | Maserati | Maserati |       |         |        | FRA Ret |        |          |         |         |        |        |     | -       | 0     |
| 1960 | Ecurie Maarsbergen | Cooper   | Climax   | ARG   | MON     | 500    | HOL 8*  | BEL    | FRA      | GBR     | POR     | ITA    | USA    |     | -       | 0     |
| 1961 | Ecurie Maarsbergen | Porsche  | Porsche  | MON   | HOL 14  | BEL 11 | FRA Ret | GBR 16 | ALE 14   | ITA 7   | USA     |        |        |     | -       | 0     |
| 1962 | Ecurie Maarsbergen | Porsche  | Porsche  | HOL 6 | MON NVQ | BEL 7  | FRA 6   | GBR 14 | ALE 13   | ITA 10  | USA Ret | SUD 11 |        |     | 16è     | 2     |
| 1963 | Ecurie Maarsbergen | Porsche  | Porsche  | MON   | BEL 6   | HOL 9  | FRA     | GBR 10 | ALE Ret  | ITA NVQ | USA 6   | MEX 10 | SUD 10 |     | 14è     | 2     |
| 1964 | Ecurie Maarsbergen | Porsche  | Porsche  | MON   | HOL Ret | BEL    | FRA     | GBR    | ALE MORT | AUS     | ITA     | USA    | MEX    |     | -       | 0     |

### Resum[2]
| Curses: | Victòries: | Pòdiums: | Poles: | Voltes ràpides: | Punts: |
| ------- | ---------- | -------- | ------ | --------------- | ------ |
| 31      | 0          | 0        | 0      | 0               | 4      |